# Kabar
Kabar is een bestuurslaag in het regentschap Oost-Lombok van de provincie West-Nusa Tenggara, Indonesië. Kabar telt 5903 inwoners (volkstelling 2010).